# Adamari López
Adamari López Torres, (Humacao, Puerto Rico - 18 de maio de 1971) é uma atriz porto-riquenha famosa por participar de diversas novelas em Porto Rico e no México.

## Biografia
Iniciou sua carreira artística aos seis anos, na telenovela "Cristina Bazán", que no Brasil foi exibida com relativo sucesso pela antiga TVS em 1983. Um ano depois ganhou seu primeiro papel que a consagrou como revelação infantil na novela "Yo sé que mentía". Além de atuar, Adamari destacou-se também como cantora, dançarina, bailarina e modelo.
Chegou ao México, onde se radicou em 1999. Atualmente Adamari López vive na Cidade do México, capital do país.
Atuou em "Camila" (1998) como Mônica Iturralde, ao lado de Enrique Lizalde (Armando Iturralde, seu pai), Gabriela Goldsmith (Ana María, sua mãe), Eduardo Capetillo (Miguel, seu marido), Bibi Gaytán (Camila, sua rival e protagonista da novela) e Kuno Becker (Júlio, seu amante).
"Amigas e Rivais" (2001) como Ofélia Villada, ao lado de Ludwika Paleta (Helena de la O), Eric del Castillo (Roberto de la O 'pai'), Michelle Vieth (Laura González), Angélica Vale (Wendy Nayeli Pérez), Arath de la Torre (Roberto de la O 'filho'), Gabriel Soto (Ulysses 'el feo'), Manuela Imaz (Tamara de la Colina), Johnny Lozada (Johnny Trinidad), Marisol Mijares (Andrea González), Susana González (Ângela), Mayrín Villanueva (Georgina), Joana Benedek (Roxana/Carolina) e Rodrigo Vidal (Armando).
As telenovelas citadas acima foram exibidas no Brasil pelo SBT. A outra novela que os(as)  telespectadores(as) brasileiro(as) tiveram a chance de acompanhar o seu trabalho foi "Gata Selvagem", exibido pela Rede TV! de novembro de 2003 a novembro de 2004.
Adamari López ficou conhecida no Brasil, através da telenovela "Camila", na qual interpretava a grande vilã Mônica Iturralde, filha única e adotiva do casal Iturralde.

## Vida Pessoal
No inicio dos anos 2000, Adamari López teve um relacionamento com o ator mexicano Mauricio Islas, devido os atores estarem focados em suas carreiras os dois decidiram se separar. 
Em 2001 começou a namorar com o cantor também portoriquenho Luis Fonsi e em junho de 2006 o casal subiu ao altar. Mas em novembro de 2009, ambos enviaram um comunicado a imprensa anunciando a separação. O divórcio foi finalizado um ano depois.
Adamari López descobriu que tinha câncer de mama em março de 2005. No mês de maio, ela foi submetida a uma cirurgia de retirada do câncer. Desde o diagnóstico, ela fez campanha pela consciência do alto exame e da importância sobre o diagnóstico precoce para o tratamento do câncer.
Em dezembro de 2012, Vidalina Torres (mãe da atriz) aos 75 anos faleceu após uma longa batalha contra o câncer.
Em setembro de 2014, Adamari López surpreendeu todos os seus seguidores do Twitter quando anunciou que esperava seu primeiro filho. Ela disse: “Quero compartilhar com todos a felicidade que a vida me presenteou. Estou grávida”.
Adamari postou junto com a novidade, uma foto, na qual ela está com a barriga de fora junto com seu noivo e pai do bebê, o bailarino espanhol Tony Costa de 31 anos, com quem logo se casará.
Em fevereiro de 2015, Luis López (pai da atriz) de 85 anos, faleceu de ataque cardíaco no Hospital dos Veteranos, em Porto Rico. Apesar do seu estado avançado de gravidez, a atriz viajou com Tony Costa para Porto Rico para participar dos atos fúnebres.
Em 4 de março de 2015, pelo twitter, ela compartilhou com seus seguidores o nascimento de sua primeira filha, que é chamada de "Alaia".
Em 2021 anunciou sua separação de Tony Costa. Atualmente segue solteira.

## Telenovelas
- La fan (2017) - Carmen Córdoba
- Alma de Hierro  (2008).... Rita Anguiano de Hierro
- Bajo las riendas del amor (2007).... Ingrid Linares
- Mujer de madera (2004).... Luz Peralta / Lucrecia Santibáñez Villalpando
- Gata salvaje (2002) .... Karina Rios
- Amigas y rivales (2001).... Ofélia Villar Ruvalcaba / Ofélia Delaor de Barreiros
- Locura de amor (2000) .... Carmen Ruelas
- Camila (1998-1999) .... Mónica Iturralde
- Sin ti (1997-1998).... María Elena Ysaguirre de Luján
- Señora tentación (1995)
- Tres destinos (1993)
- Yo sé que mentía (1982)
- Cristina Bazán (1978)

## Cinema
- Paradise Lost (1999) .... Dulce
- Héroes de otra patria (1998)
- Linda Sara (1994) .... Tita
- La guagua aérea (1993)